# For You, For Me Tour
For You, For Me Tour，也就是KylieUSA2009，是澳洲歌手、作曲家、OBE凯莉·米洛举办的第11场巡演。这是凯莉在北美首次举办的巡演。

## 背景
早在宣布凯莉前次巡演Kylie X 2008之时，坊间便流传说凯莉将把巡演带往北美。但是最后并没有成行。2009年5月，通过《Billboard》杂志，凯莉宣布将举行For You, For Me巡演，她说，“我很多年来一直希望去美国和加拿大举办演唱会，我知道（北美的）歌迷们为此已经期待了很长时间。现在机会终于来了，我非常兴奋。”Bill Silva（Bill Silva Presents出版集团CEO）说到，“凯莉在北美以外事业非常成功，为她安排美国和加拿大巡演档期花费了（我们）很长一段时间。她在北美的歌迷们在欣赏她的表演和整个华丽场景时的体验将会是对他们漫长等待的最佳回馈。”  在纽约时，凯莉参加了“今日脱口秀”来宣传这次巡演，节目中凯莉坦言她一直都想在美国举办演唱会，但是她不得不一直努力去说服她的老板。在接受黑书杂志的采访时，凯莉谈及了她在北美的歌迷群体：“美洲的歌迷在数量上并不大，⋯⋯，他们真的非常耐心（等待我的巡演）。我认为当我宣布我将（在北美举办）巡演的时候，他们一定很吃惊，因为他们之前以近认定我不可能来北美举办演唱会。但是我是认真的，这么多年来我一直都说我会来美国举办演唱会。”米洛也说到法国时尚设计师尚保罗会为她的演唱会设计新的服装。

## 表演曲目

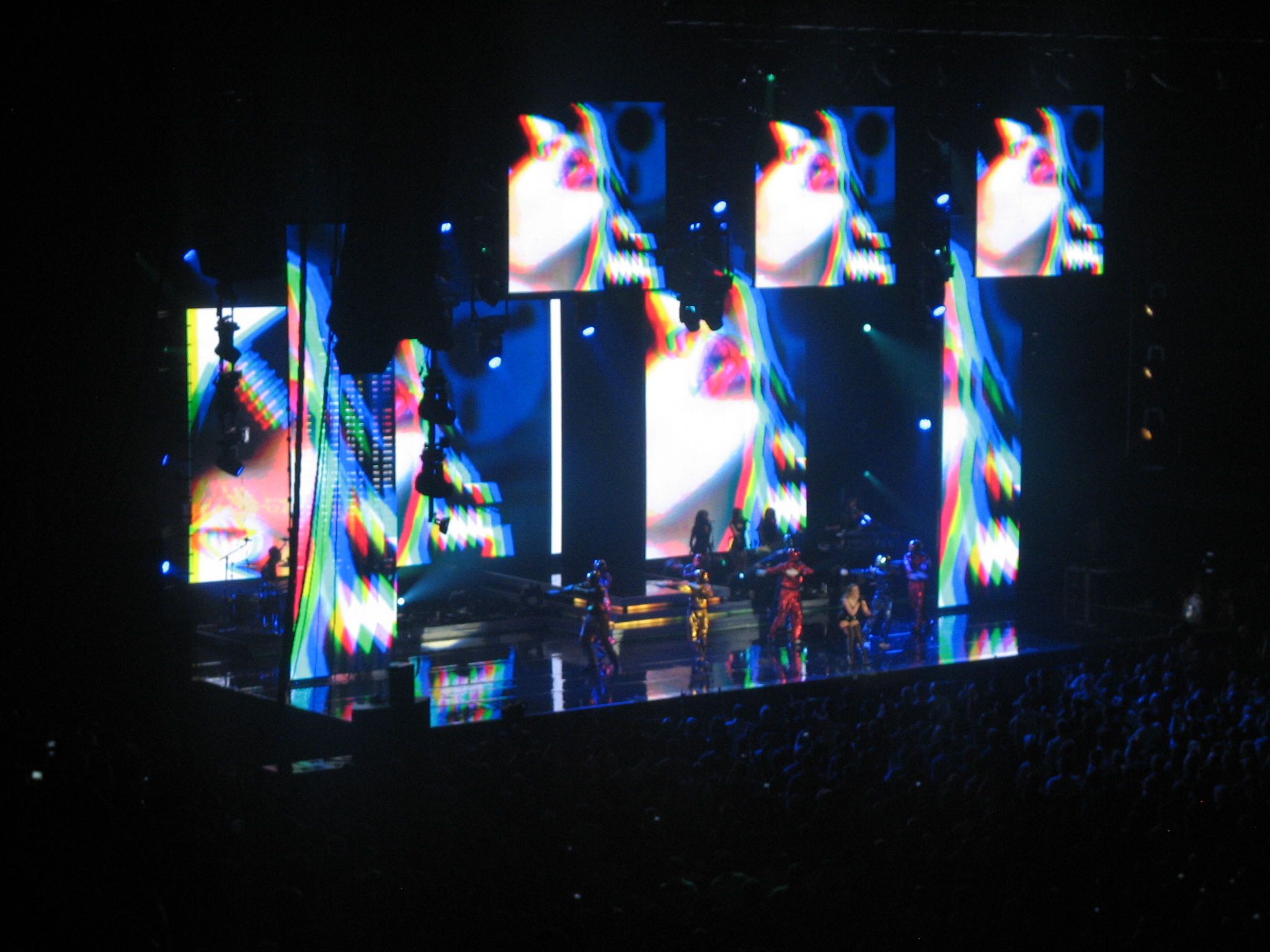
凯莉在多伦多的加拿大航空中心演唱《In My Arms》

Kylie X 2008巡演中使用的一些屏幕投影在此次巡演中得到保留，与新增的视频投影一道占据了整个演唱会背景屏幕。演唱会新添加了多阶梯台阶以及舞台照明，成功营造了一种充满神秘感的舞台。
1. 序曲
2. "Light Years"
3. "Speakerphone"
4. "Come Into My World"
5. "In Your Eyes"
6. 组曲:
  1. "Shocked" (同时混入: "Do You Dare?", "It's No Secret", "Give Me Just a Little More Time", "Keep on Pumpin' It" 以及 "What Kind of Fool (Heard All That Before)"等歌曲片断)
  2. "What Do I Have to Do?" (包含歌曲"Over Dreaming (Over You)"片断)
  3. "Spinning Around" (在混入"Step Back in Time"歌曲片断的同时也添入了歌曲"Finally" 和 "Such a Good Feeling" 的元素)
7. "Better Than Today"
8. "Like a Drug"
9. "Can't Get You Out of My Head" (包含歌曲 "Boombox")
10. "Slow"
11. "2 Hearts"
12. "Red Blooded Woman" (包含 "Where the Wild Roses Grow")
13. "Sex" (器乐演奏)
14. "Heart Beat Rock"
15. "Wow"
16. "White Diamond" (慢版)
17. "Confide in Me"
18. "I Believe in You" (慢版)
19. "Burning Up" (包含 "Vogue")
20. "The Loco-Motion"
21. "Kids"
22. "In My Arms"
23. 安可:
  1. "Better the Devil You Know"
  2. "The One"
  3. "Love at First Sight"

### 备注
- "Got to Be Certain" 于10月3日在拉斯维加斯表演之时应观众要求以清唱方式献唱。
- 清唱版本的"I Should Be So Lucky" 于10月4日在好莱坞露天剧场在安可环节演唱。
- 由歌迷为歌曲"Speakerphone"制作并且在相关竞赛中获得头筹的音乐录像带在演唱会开始前做了展映。[4]

## 巡演日程
| 日期           | 城市       | 国家   | 场馆                         |
| -------------- | ---------- | ------ | ---------------------------- |
| 北美           |            |        |                              |
| 2009年9月30日  | 奥克兰     | 美国   | 福克斯剧院                   |
| 2009年10月1日  | 奥克兰     | 美国   | 福克斯剧院                   |
| 2009年10月3日  | 拉斯维加斯 | 美国   | 棕榈树赌场度假大酒店珍珠剧场 |
| 2009年10月4日  | 洛杉矶     | 美国   | 好莱塢露天剧场               |
| 2009年10月7日  | 芝加哥     | 美国   | 国会剧院                     |
| 2009年10月9日  | 多伦多     | 加拿大 | 加拿大航空中心               |
| 2009年10月11日 | 纽约       | 美国   | 汉默斯坦俱乐部               |
| 2009年10月12日 | 纽约       | 美国   | 汉默斯坦俱乐部               |
| 2009年10月13日 | 纽约       | 美国   | 汉默斯坦俱乐部               |

## 媒体评论
- 《旧金山纪事报》给予了For You, For Me Tour积极的评论：「难以描述凯利精彩的表演 - 有如拉斯维加斯大型歌舞剧, 又如科幻小说似的游历, 完全由她亲自出演。演唱会中有黄金质感的老虎道具，纷飞的彩色纸屑，光彩夺目的橄榄球运动员服装以及穿戴有精心设计的头饰的特洛伊武士。 有什么理由错过这场演出？……她能够将所有的一切完美融合本身就已让人非常惊叹。」[7]

## 链接
- 凯莉·米洛官方网站（页面存档备份，存于）
- "For You, For Me Tour" 官方网站